# Guglielmo Emanuel
Guglielmo Emanuel (Napoli, 27 aprile 1879 – Roma, 17 giugno 1965) è stato un giornalista e antifascista italiano, direttore del Corriere della Sera.

## Biografia

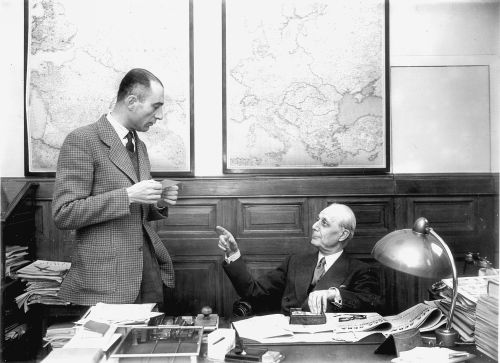
Indro Montanelli (a sinistra) con Guglielmo Emanuel

Nato a Napoli, figlio dell'attore Giovanni Emanuel, si laurea in chimica per poi dedicarsi alla passione della scrittura. Assunto da La Stampa di Torino, nel 1906 passa al Corriere della Sera, diretto da Luigi Albertini.
Per il quotidiano milanese lavora sia come corrispondente da Londra sia come inviato speciale, grazie alle sue vaste conoscenze internazionali. Rientra in patria nel 1920. Dal marzo 1921 dirige l'ufficio romano del Corriere. Acceso antifascista, all'allontanamento del direttore Albertini dalla guida del giornale (novembre 1925), decide di licenziarsi anch'egli, per diventare corrispondente di agenzie estere.
Durante il Ventennio fascista svolge la funzione di agente editoriale per il «King Features Syndicate», titolare dei diritti relativi ai più importanti fumetti americani (tra i quali quelli Disney).
Al termine del conflitto assume la direzione de Il Giornale, quotidiano di Napoli di tendenza monarchica. Nell'agosto del 1946 viene richiamato a Milano, alla guida del Corriere della Sera, dalla famiglia Crespi, subentrando a Mario Borsa. 
Rimane alla guida del giornale fino al 1952, venendo sostituito da Mario Missiroli. È sepolto in una tomba del Cimitero Monumentale di Milano.